# Хозяйка дома
«Хозяйка дома», «Домохозяйка» (англ. Housesitter) — американский комедийный кинофильм режиссёра Фрэнка Оза. В главных ролях Стив Мартин, Голди Хоун и Дана Дилейни в роли Бекки Меткалф.

## Сюжет
Архитектор Дэвис (Мартин) с девятого класса любил Бекки. Он построил идеальный дом для своей любимой (Дилэйни), сделал ей предложение, а она отказала, считая его непрактичным мечтателем и неудачником. С горя он зашёл в венгерский ресторан и подцепил девицу Гвен (Хоун), выдававшую себя за венгерку. Он провёл с ней одну ночь и нарисовал идеальный дом на бумажной салфетке, а утром ушёл на работу. Гвен нашла дом по рисунку, выдала себя за его жену, закупила мебель, посуду, собаку, познакомилась с его родителями, с Бекки — она была патологической фантазёркой, и врала так вдохновенно, что всё ей не просто верили, но и влюблялись в это простодушное, романтичное существо. Когда Дэвис об этом узнал, то пришёл в яростное недоумение, но потом, по достоинству оценив её способности, решил использовать их, чтобы добиться любви и благосклонности Бекки. Ну и, конечно, в конце он влюбляется в Гвен, ибо кто может отказаться от такой жены — она помирила его с отцом, добилась повышения на работе, заставила поверить в себя…

## В ролях
- Стив Мартин — Ньютон Дэвис
- Голди Хоун — Гвен Филлипс
- Дана Дилейни — Бекки Меткалф
- Джули Харрис — Эдна Дэвис
- Доналд Моффэт — Джордж Дэвис
- Питер Макникол — Мэрти
- Ричард Шулл — Ральф
- Лорел Кронин — Мэри
- Рой Купер — Уинстон Мосби